# Sinagoga Kahal Zur Israel

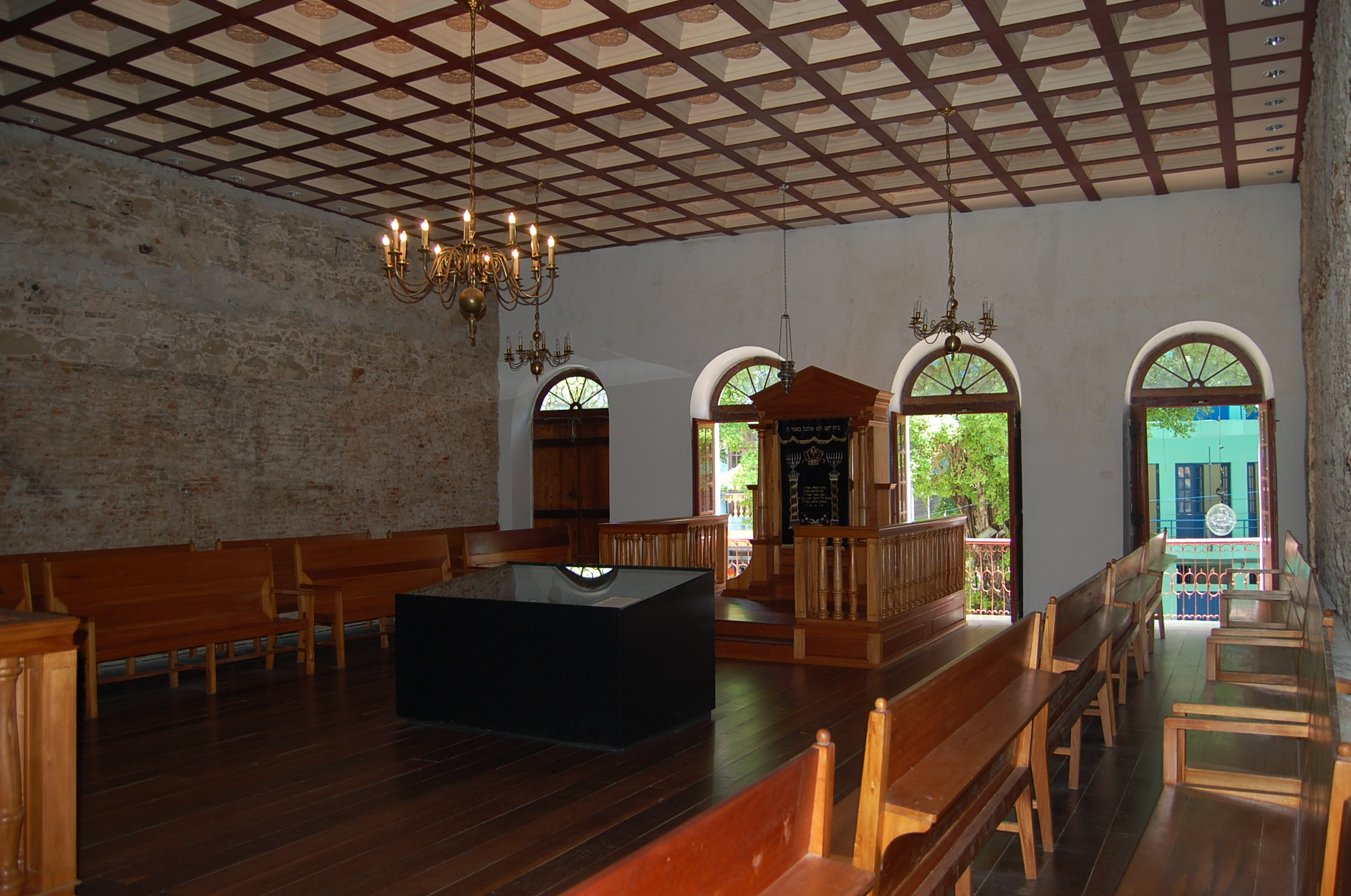
Interior de la sinagoga

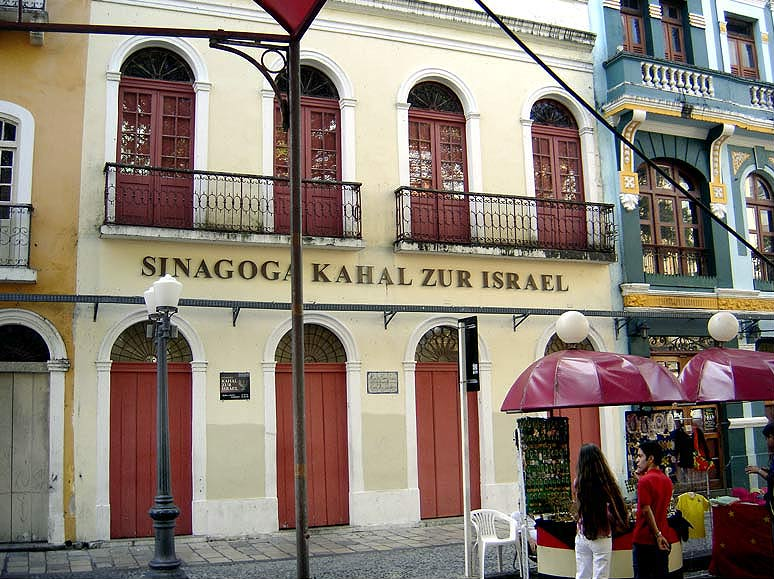
Façana de la sinagoga

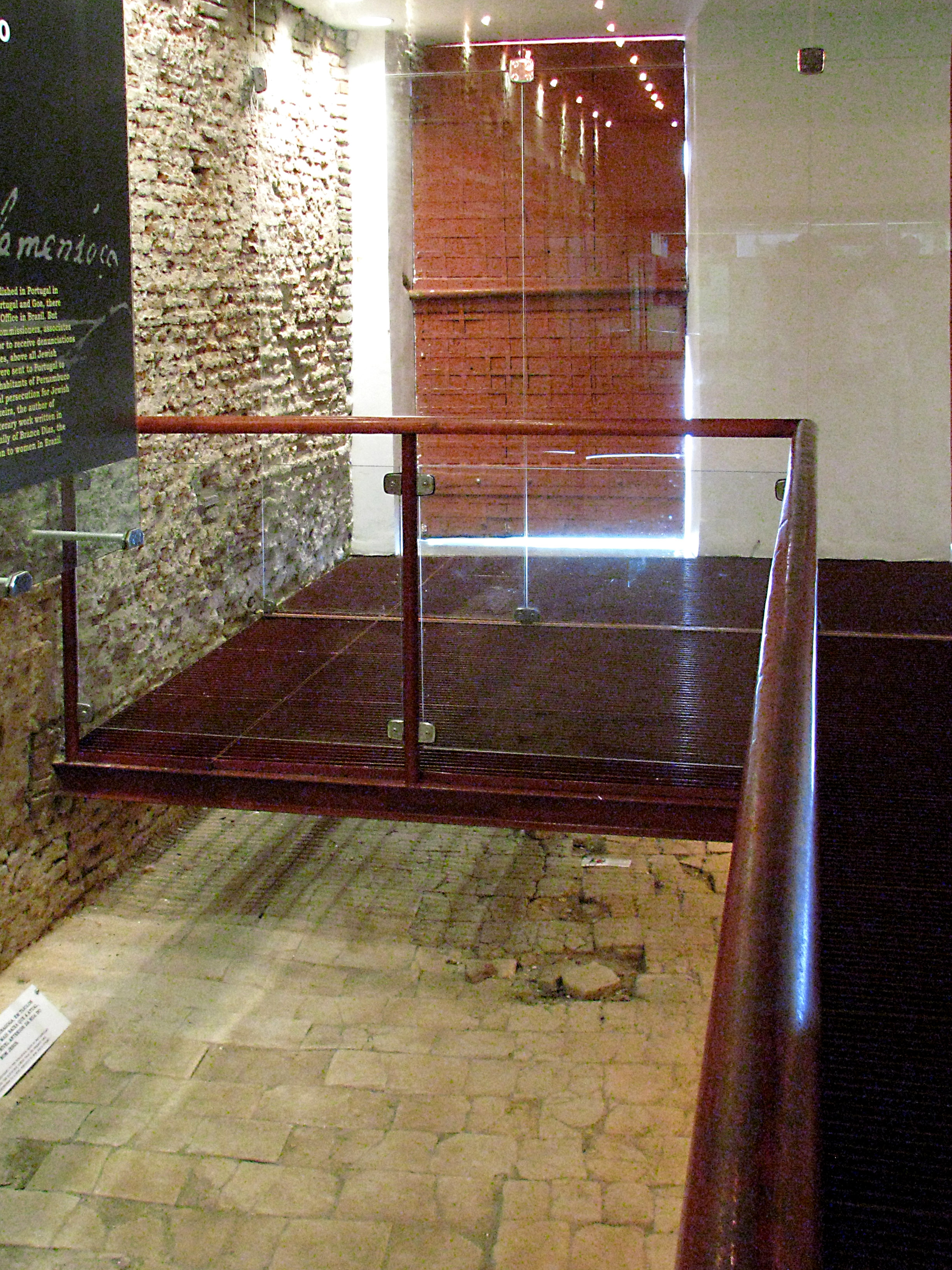
Restes arqueològiques

La Sinagoga Kahal Zur Israel (hebreu: קהל צור ישראל‎, "Roca d'Israel") fou la primera sinagoga instituïda al continent americà, fundada a la ciutat de Recife el 1636 per jueus sefardites d'origen portuguès i espanyol que s'havien establert als Països Baixos i que després havien emigrat al nord-est del Brasil durant el breu període de dominació holandesa d'aquest territori. La nova comunitat va créixer aviat amb l'adhesió de jueus conversos que ja vivien al Nou Món, i que potser fins i tot van participar en la construcció de l'edifici. Van arribar a ser unes 1.450 persones. L'edifici original va perdurar fins a principis del segle xx, que fou enderrocat.
Una excavació arqueològica va confirmar l'emplaçament de l'antiga sinagoga al núm. 197 de la Rua do Bom Jesus, antiga Rua dos Judeus. Posteriorment, el 2001 es creà el museu jueu Arquivo Histórico Judaico de Pernambuco sobre les ruïnes conservades de diverses parts de la sinagoga original, com ara el bany ritual (micvé).
Actualment hi ha quatre sinagogues a Recife, però molts jueus prefereixen celebrar els seus casaments, Bar mitsvà i Bat mitsvà a la Kahal Zur Israel pel seu simbolisme, que els connecta directament amb la història del judaisme al Brasil. També s'està produint un ampli renaixement cultural al voltant d'aquest centre. Per exemple, cada mes de novembre s'hi celebra un festival de dansa, cinema i gastronomia jueus amb la participació d'uns 20.000 visitants.